# Valentin und Namelos
Valentin und Namelos (VuN) ist ein mittelniederdeutscher Versroman eines unbekannten Autors, welcher in zwei Handschriften aus dem 15. Jahrhundert überliefert ist und 2291 Verse umfasst. VuN ist eine Erzählung über zwei an verschiedenen Orten ausgesetzte Zwillingsbrüder, die auf der Suche nach ihren Eltern verschiedene Herausforderungen bestehen, herausfinden, dass sie Brüder sind, und letzten Endes Könige werden. Der Stoff basiert wahrscheinlich auf einem nicht erhaltenen französischen Original und wurde über den mittelniederdeutschen Sprachraum verbreitet. Am bekanntesten ist die englische Bearbeitung namens «Valentin and Orson».

## Inhalt
Zu Beginn der Handlung herrscht in Frankreich König Pipping. Er hat eine schöne Schwester namens Phila und eine zwölfjährige Tochter Clarina. Der ungarische König Crisosmus hält um die Hand Philas an, doch dessen Mutter und der dortige Bischof namens Vrankart sind gegen die Heirat und versuchen, die Abreise nach Frankreich zu verhindern. Diese findet dennoch statt und ein Jahr später ist Phila mit zwei Jungen schwanger. Die Mutter und Vrankart stiften eine Magd an, die beiden Kinder zu entführen und zu töten. Diese jedoch setzt beide aus, eines im Wald und das andere in einem Kästchen auf dem See. Ersteres wird von einem Wolf aufgenommen und genährt und das zweite wird von Clarina gefunden und heimlich zurück ins Schloss gebracht. Die Mutter des ungarischen Königs beschuldigt Phila, ihre Kinder böswillig umgebracht zu haben, was von Vrankart bekräftigt wird. Als Phila vor Gericht angeklagt wird, beißt sie dem Bischof vor Wut die Nase ab. Allerdings findet Phila im Ritter Blandemer einen loyalen Verbündeten und dieser beschuldigt Vrankart, über den angeblichen Kindsmord Bescheid zu wissen. Boldewin, der Vater von Blandemer, schlägt vor, dass sein Sohn und Phila verbannt werden und sie ihre Ländereien aufgeben sollen.
Blandemer und Phila ziehen los und sehen auf ihrer Reise, wie ein schwarz gekleideter Ritter ein Mädchen schlägt. Daraufhin fordert Blandemer diesen zum Kampf auf und erschlägt ihn. Es stellt sich heraus, dass das Mädchen die Tochter des Königs von Arabien ist und sie bietet ihrem Retter die Hand an. Diese lehnt Blandemer aber ab, da er nur seiner Herrin, Phila, dient. Die drei ziehen gemeinsam weiter und entdecken einen Mann, der im Gras liegt. Dieser erkundigt sich, ob jemand einen schwarz gekleideten Ritter gesehen habe, worauf Blandemer gesteht, ihn ermordet zu haben. Der Mann, ein Anhänger des schwarz gekleideten Ritters, sinnt auf Rache und gibt ihnen einen Schlaftrunk, worauf er Blandemer in seine Burg entführt. Dieser wacht erst wieder im Kerker auf. Währenddessen werden die beiden Frauen von einem Leoparden geweckt und flüchten in den Wald, bis sie kurz darauf auf eine Burg in der Ferne stoßen, welche das Mädchen als die Burg ihres Vaters wiedererkennt und wo sie herzlich aufgenommen werden. Phila bleibt zwölf Jahre auf der Burg, wo sich ein Kammerdiener namens Gawin einseitig in sie verliebt.
Die Handlung wechselt zu Clarina, welche das ausgesetzte Kind aufgezogen und Valentin genannt hat. Als er zwölf Jahre alt ist, erklärt Clarina ihm ihre Liebe, die Valentin mit der Begründung ablehnt, er müsse zuerst seine Tapferkeit beweisen. Der Kammerdiener hört das Gespräch und hinterfragt diese Liebe, woraufhin Valentin in Rage gerät, den Kammerdiener bis in den Königssaal verfolgt und ihn vor dem König und all seinen Gästen ermordet. Erst als sich vierzig Männer auf ihn stürzen, kann er festgenommen und in den Turm gesperrt werden.
Einige Zeit später kommt ein Bote aus Spanien mit der Mitteilung angereist, der spanische König bitte um Hilfe, weil die Sarazenen in Spanien eingefallen seien, worauf König Pipping mit seinem Heer auszieht. Der Krieg ist hart und Pipping bittet Clarina, Verstärkung zu schicken. Diese lässt Valentin frei, schlägt ihn zum Ritter, rüstet und segnet ihn und schickt ihn als Hauptmann zu ihrem Vater. Dank Valentin siegen die Christen und als Dank wird er belohnt und offiziell freigelassen. Mit den Sarazenen wird nun Frieden geschlossen.
Nachdem Valentin und der König heimgekehrt sind, geht Pipping auf die Jagd, wo die Jagdgesellschaft von einem kuriosen Tier überrascht und einige Personen sogar verletzt werden. Valentin reitet aus, um selbst das Tier zu bezwingen, ohne zu wissen, dass dies eigentlich sein von einer Wölfin aufgezogener Zwillingsbruder ist. Er kann das vermeintliche Tier (Wilder Mann) gefangen nehmen, lehrt es die höfischen Bräuche und gibt ihm den Namen „Namelos“.
Valentin zieht los, um sich mit seinem Bruder auf die Suche nach seinem Vater zu machen. Sie treffen auf der Reise einen Hirten, der die beiden vor einer Verräter-Bande und deren Schlaftrunk-Einsatz auf einer nahegelegenen Burg warnt. Valentin und Namelos suchen diese auf, kommen der List zuvor und ein blutiger Kampf bricht aus. Die Verräter einigen sich darauf, den Gefangenen (Blandemer) auf Valentin und Namelos anzusetzen. Es kommt zum Kampf zwischen Blandemer und Valentin, bis beide sich über die Unsinnigkeit dessen klar werden und aufhören. Gemeinsam kämpfen sie nun gegen die Bande und besiegen diese. Durch Blandemer erfährt Valentin anschließend von Phila und verspürt einen unerklärlichen Drang, sie zu sehen. Zu dritt reisen sie zu ihr nach Arabien.
Währenddessen überfällt Gawin (aus Rache für die abgewiesenen Gefühle) Phila und die arabische Prinzessin in der Nacht. Er bringt letztere mit einem Messer um und legt es der schlafenden Phila in die Hand, worauf er Phila des Mordes bezichtigt. Der König Arabiens bringt sie vor Gericht, wo entschieden wird, dass sie verbrannt werden sollte. Doch Valentin, Namelos und Blandemer kommen gerade rechtzeitig an und bestehen darauf, dass Phila nicht verbrannt wird, solange der wahre Mörder nicht gefunden worden sei. Gawin fordert Valentin zu einem Zweikampf heraus und als er zu verlieren droht, kommt ihm seine Bande zu Hilfe, woraufhin Blandemer und Namelos ebenfalls eingreifen. Der König unterbricht den Kampf, worauf Gawin öffentlich den Mord gesteht und hingerichtet wird.
Am nächsten Morgen ziehen die drei Ritter gemeinsam mit Phila weiter, bis sich die Gruppe an einer Kreuzung trennt. Blandemer und Phila kommen zur Burg des schrecklichen Riesen Magros, welcher die beiden für einige Jahre gefangen nimmt. Blandemer steckt er ins Gefängnis und Phila bringt er zu anderen Frauen an die Peinigungsstelle am Fluss. Magros erzählt ihr von seiner unerwiderten Liebe, woraufhin sie ihn tröstet.
Unterdessen treffen Valentin und Namelos auf Rosemunt, die von einem Riesen bewacht wird. Sie erzählt den beiden von der Prophezeiung, die besagt, dass sie bald von einem stummen Mann gerettet wird. Und wahrhaftig: Namelos erschlägt den herbeistürmenden Riesen und erhält daraufhin das Ringlein der Dame und sie gehen zur Burg ihres Vaters. Es kommt zum Kampf mit dessen Rittern und nachdem Rosemunt eine Versöhnung bewirkt hat, heiraten sie und Namelos.
Eine Weile später ziehen Valentin und Namelos weiter und begegnen einem Boten, der von seinem König Crisosmos berichtet, der Hilfe braucht. Unwissend, dass dies ihr beider Vater ist, kämpfen sie in Ungarn für den König und nehmen den Sarazenen-Herrscher gefangen. Der Bischof Vrankart versucht erfolglos, sich mit dem Gefangenen zu verbünden, denn dieser weigert sich ehrenhaft und schließt kurz darauf mit dem König von Ungarn Frieden.
Valentin und Namelos verlassen hierauf den König und begegnen auf ihrer Reise einer sprechenden Schlange, die verspricht, ihnen zu verraten, wer ihre Eltern seien. Die Brüder willigen ein, worauf die Schlange zu ihrer Besitzerin, der Burgdame Rosilia und Angebetete des Riesen Magros, zurückkehrt. Die Schlange erzählt ihr, teils prophetisch, von der Zukunft und Vergangenheit der Brüder. Als Valentin und Namelos der Burgdame endlich begegnen und ersterer ihr verspricht, sie zur Ehefrau zu nehmen, erzählt sie ihnen alles, was sie von der Schlange erfahren hat, z. B. wer ihre Eltern sind. Sie trennt eine Sehne durch, welche Namelos verstummen ließ und erklärt beiden, wo ihre Mutter, die Königin, ist. Anschließend verrät sie ihnen, dass der Riese seine Unverwundbarkeit aus der Kraft eines Ringes gewinnt, den die Brüder zuerst finden müssen.
Am Morgen reiten sie los, getrieben von der Liebe zu ihrer Mutter, und finden Phila im Fluss stehend. Der Riese kommt und wird im Kampf besiegt, nachdem Namelos ihm den Arm, an dem er den Ring trägt, mit der Keule abgeschlagen hat. Daraufhin befreien sie Blandemer aus dem Gefängnis und reiten alle zusammen zurück zu Rosilia, welche sich kurzerhand mit Valentin vermählt. Nach der Hochzeit reisen alle gemeinsam nach Ungarn, wo die Brüder ihren Vater treffen. König Crisosmos und Königin Phila versöhnen sich und Bischof Vrankart wird zur Strafe für seine Bösen Taten gevierteilt.
Nach ausgiebigen Feierlichkeiten reiten Valentin, Rosalia, Namelos und Blandemer zurück nach Frankreich, wo König Pipping sie empfängt. Blandemer heiratet Clarina und wird König von Spanien. Als König Pipping stirbt, wird Valentin sein Thronfolger.
Hier wechselt die Geschichte zu Rosemunt, die nun die Initiative ergreift und ihren Mann Namelos suchen geht. Als Sänger verkleidet, reist sie durch die Länder und gelangt schließlich nach Frankreich. Dort kommt sie zur Burg des Königs und trifft Namelos. Sie singt ihm ein Lied vor und gibt sich danach zu erkennen. Als der König von Ungarn stirbt, wird Namelos dessen Nachfolger.

## Überlieferung
Die vollständig überlieferte mittelniederdeutsche Version liegt in zwei Handschriften vor: Der Stockholmer Handschrift (S) Stockholm, Königl. Bibl., Cod. Vu 73 und das sog. Hartebok (H) Hamburg, Staats- und Universitätsbibl., Cod. 102c in scrin., die beide aus dem 15. Jahrhundert stammen.
Frühere Fassungen sind drei mittelniederländischen Fragmente aus dem 14. Jahrhundert in der Staatsbibliothek Berlin und dem Reichsarchiv Gent. Auf dem mittelniederdeutschen ‘Valentin und Namelos’ beruhen eine mittelhochdeutsche Prosafassung (1465) Breslau / Wrocław, Stadtbibl., Cod. R 304 [Kriegsverlust] und ein mitteldeutsches Bruchstück (K) (15. Jh.) in Kopenhagen, Königl. Bibl., Gramsche Sammlung, ohne Signatur [verschollen]. In Stockholm befinden sich zudem drei altschwedische Handschriften aus dem 16. Jahrhundert.
1521 wurde der Stoff von dem Berner Wilhelm Ziely auf Basis des Lyoner Druckes ‘Valentin et Ourson’ 1489 zum ‘Volksbuch’ umgearbeitet; Vorbild hierfür war eine französische Dichtung, die nicht erhalten ist.

## Text- und Stoffgeschichte

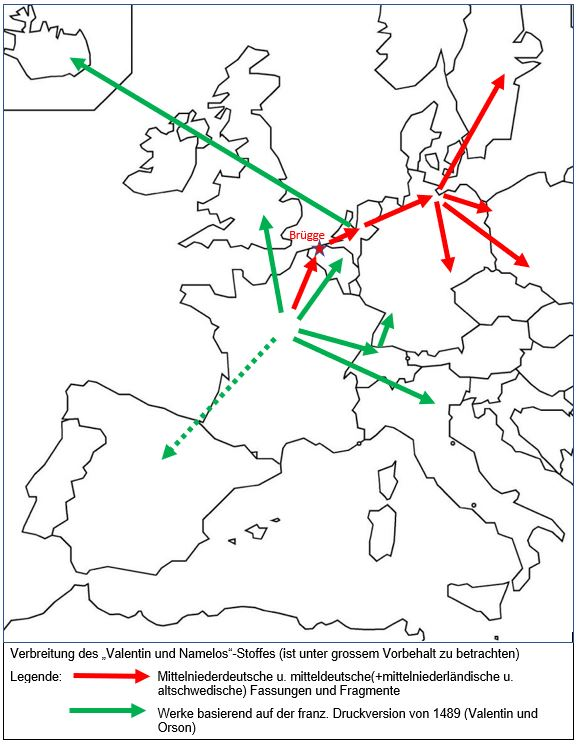
Verbreitung des „Valentin und Namelos“-Stoffes

Als erste Quelle wird nach derzeitigem Forschungsstand eine verlorene altfranzösische Fassung des frühen 14. Jahrhunderts vermutet die dem bis auf drei Fragmente verlorenen mittelniederländischen höfischen Versroman als Vorlage gedient haben wird. Die heute vorliegende mittelniederdeutsche Valentin und Namelos-Dichtung umfasst 2646 Verse, wobei die Frage nach der direkten Vorlage unklar bleibt: ob etwa, nach Dieperink zwischen dem Valentin und Namelos und dem mittelniederländischen Roman eine mittelniederdeutsche Kurzfassung anzunehmen ist. Genauere Informationen zur Textgenese und Verfasseridentität fehlen ebenfalls. Die schlichte und formelhaft gebundene Sprache in Valentin und Namelos entspricht den mitüberlieferten Werken in der Stockholmer Sammelhandschrift und war ursächlich für die fragwürdige Verunglimpfung des Valentin und Namelos in der Forschung, die den Text als höfischen Roman auffassen wollte. Die mittelniederdeutsche Dichtung diente zweifellos als Vorlage für eine schwedische Bearbeitung des 15. Jahrhunderts. Die Wertschätzung des Valentin und Namelos belegen weiterhin zwei sogenannte “Verhochdeutschungen”: 1. das mitteldeutsche Bruchstück K: ehemalige Königliche Bibliothek Stockholm, Gramsche Sammlung (verschollen) und 2. die mitteldeutsche Prosabearbeitung (B) Breslau/Wrocław, Stadtbibliothek, Cod. R 304 (Kriegsverlust).

### Ältere Forschung
Von der älteren Forschung wurden verschiedene Varianten der Textgenese vorgeschlagen, so auch von Dieperink. Ausgehend von den mittelniederländischen Fragmenten postuliert er eine ausführliche mittelniederländische Fassung mit einer flämischen Redaktion. Durch Kürzungen sei eine mittelniederländische kürzere Fassung entstanden, welche jedoch nicht überliefert ist. Über die Handelswege der Hanse sei der Stoff nach Schweden gelangt, wo die altschwedische Version entstand, die laut Dieperink wiederum ins Mittelniederdeutsche zurückübertragen wurde. Der Stoff sei, so Dieperink, von Brügge über Hamburg nach Schweden gelangt, um von dort wieder in den mittelniederdeutschen Sprachraum zurückzufinden.
Bereits Seelmann war der Meinung, dass die niederländischen Hansestädte einen wesentlichen Einfluss auf die Verbreitung des Textes gehabt hatten, jedoch war er davon ausgegangen, dass der niederdeutsche Text in Brügge selber entstanden sei und meinte sogar, den Dichter als professionellen Vorleser bzw. Spielmann identifizieren zu können.

#### Kritik
Dieperink und Seelmann lieferten die Grundlage für den sogenannten ‘Hansemythos’: Der Weg des Valentin-Stoffes entspreche den Handelswegen der Hanse und Valentin und Namelos sei in einem Handelskontor in Brügge entstanden. Abgesehen von der Mitüberlieferung des ‘Dieb von Brügge’ in der Stockholmer Handschrift finden sich hierfür jedoch keine Belege. Auch ist man davon abgekommen, aus den spärlichen mittelniederländischen Fragmenten eine ausführliche höfische Fassung abzuleiten. Die mangelhafte Quellenlage lässt es nicht zu, genauere Aussagen zu den Vorlagen des mittelniederdeutschen Valentin und Namelos zu treffen. Weiterhin wird die rekonstruktive Methode (Stemmatologie) von der zeitgenössischen Forschung abgelehnt, da sie eine nicht vorhandene Eindeutigkeit suggeriert.

## Rezeption

### Zeitgenössische Rezeption
In einem Vergleich dreier Sammelhandschriften – der Stockholmer Handschrift (S), dem Hartebok (H) und der Breslauer Sammlung (B) – versucht Päsler den literarischen Verständnishorizont für die Zusammenstellung dieser Handschriften aufzuzeigen, und somit Valentin und Namelos besser einzuordnen. Der direkte Vergleich der Stockholmer Sammlung (S) und des Harteboks (H) zeigt, dass zwar beide Sammlungen einen Fokus auf höfische Texte legen, die Stockholmer Sammlung jedoch einen größeren Schwerpunkt auf Mären setzt, während das Hartebok mehr geistliche Texte beinhaltet. Aufgrund der Zusammenstellung dieser beiden Sammlungen wird in der Forschung davon ausgegangen, dass beide auf ein stadtbürgerliches Zielpublikum ausgerichtet seien. Dies lässt sich auch an einer Textreduktion an den höfischen Texten erkennen. In beiden Fassungen des Valentin und Namelos sind Kürzungen vorgenommen und höfische Beschreibungsanteile deutlich reduziert worden. In der Breslauer Sammlung wurde schließlich noch mehr gekürzt und ein größerer Fokus auf das (vor)ungarische Königshaus bzw. dessen Geschichte gelegt. Die Aussage dieser Prosafassung liegt also nicht in der Reflexion gesellschaftlicher Verhältnisse, sondern in ihrem Wert als Vorgeschichte Ungarns.

### ‘Valentin und Orson’ / Druckgeschichte

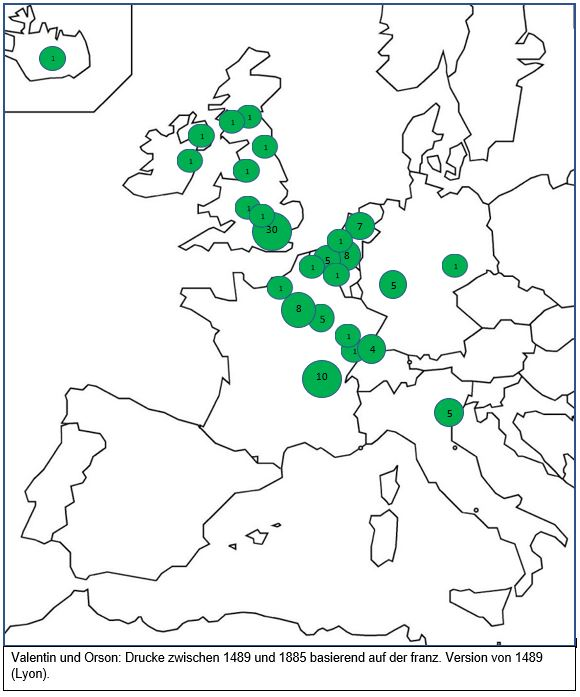
Drucke zwischen 1489 und 1885 basierend auf der französischen Version von 1489

‘Valentin und Orson’ ist eine Bearbeitung des Valentin und Namelos-Stoffes durch einen unbekannten französischen Autor im ausgehenden 15. Jahrhundert.
In den ersten 23 Kapiteln des Buches folgt der Verfasser dem (verlorenen) altfranzösischen Valentinsgedicht, nicht ohne selber größere Änderungen vorzunehmen. Neben unterschiedlichen Namen der Protagonisten (mit Ausnahme von Valentin, Pipping (Pépin) und Blandemer (Blandimain)), werden auch weitere Detail geändert; so wird Orson von einem Bären anstelle eines Wolfs aufgezogen; an Stelle des Königshofs von Ungarn tritt der Kaiserhof in Konstantinopel; auch die Trennung der Brüder hat eine andere Ursache.
Erst im zweiten Teil (Kapitel 24ff.) löst sich der Autor von der altfranzösischen Vorlage und verarbeitet eine wilde Mischung aus verschiedenen Motiven und Erzählstoffen. Dieser Bearbeitung gelangte 1489 in Lyon in den Druck, wurde in verschiedenste Sprachen übersetzt und europaweit verbreitet (siehe Karte) sowie dramatisch bearbeitet (so von Desfontaines in «Bellissante ou la Fidélité reconnue»). In der älteren Forschung werden all diese Drucke als «Volksbücher» beschrieben - ein Terminus, der aufgrund der niedrigen Alphabetisierungsrate im 15. und frühen 16. Jahrhundert irreführend ist.
Von ‘Valentin und Orson’ wurden folgende Übersetzungen angefertigt:
- England: Vermutlich Anfang des 16. Jahrhunderts erstmals gedruckt. Unter anderem: vollständige Übersetzungen, gekürzte Bearbeitungen und Jugendlektüre.
- Deutschland (u. Schweiz): Eine beinahe wörtliche Übersetzung von Wilhelm Ziely wurde erstmals 1521 in Basel gedruckt. Diese sehr ausführliche Version wurde mehrmals nachgedruckt und verändert. Außerdem existierten dramatische Bearbeitungen von Jakob Ayrer und Abraham Schädlin.
- Niederlande: Eine vollständige Übersetzung wird erstmals 1621 erwähnt; weiterhin existiert eine umgearbeitete Schulversion.
- Spanien: Eine regelrechte Übersetzung ist nicht bekannt, jedoch ist aufgrund von Anspielungen in anderen Werken davon auszugehen, dass der Stoff zumindest teilweise bekannt war; beispielsweise bei Lope de Vega. Seelmann vermutet, dass auch Cervantes sich beim Don Quijote stellenweise des Stoffes bediente.
- Italien: Nur wenige Ausgaben sind bekannt, die Erste datiert auf das Jahr 1557.
- Island: Ein niederländischer Druck wurde im 17. Jh. übersetzt und tradiert.

## Motive und Perspektiven der Forschung und Intertextualität

### Verwandtschaft
Die adligen Zwillingsbrüder Valentin und Namelos werden bei der Geburt getrennt und wissen zu Beginn der Erzählung nichts von ihren familiären Herkunft und Verbindung: Valentin, am Königshof aufgezogen, trifft auf Namelos bei einem Jagdausflug. Im nahezu unauflösbaren Kampf mit dem zu diesem Zeitpunkt als Tier wahrgenommenen Namelos kann Valentin nur durch den Schutz einer magischen Brünne die Oberhand erlangen und kontrollierenden (”zuht”; vgl. auch: Mâze) Einfluss auf ihn ausüben. Beeindruckt von dessen Kraft, wird Namelos Valentins neuer Begleiter.
Der Valentin und Namelos führt zu Beginn der Erzählung erhebliche Unterschiede im Aussehen und Verhalten von Valentin und Namelos ein, die durch ihre unterschiedliche Erziehung begründet werden. Nur zeichenhaft - ein Muttermal in Form eines Kreuzes, welches beide Zwillinge zwischen den Schultern haben - wird ihre Zugehörigkeit dargestellt. Ihre gemeinsame Herkunft und Abstammung manifestiere sich, so Winst, indem sie über das gleiche immense Maß an Körperkraft verfügen, welches in ihren gemeinsamen âventiuren unter Beweis gestellt wird. Die Erzählung entwerfe so eine Form von Gleichheit und Verbundenheit, die bereits vor der Entdeckung der familiären Umstände in der überlegenen Gewaltsamkeit der Zwillinge veranschaulicht und gezeigt wird, als Valentin und Namelos sich in einem (männlichen) Allianzverhältnis befinden. Diese Beziehung zueinander verändert sich nicht allzu sehr, als Valentin und Namelos von ihrer lebenslangen Verbundenheit durch Abstammung erfahren. Sie diene vielmehr, so Winst, der erfolgreichen, gemeinsamen Ausübung von Gewalt, die mit ihrer höfischen Herkunft und somit auch höfischen Herrschaft verknüpft wird.

### Wildheit
In Valentin und Namelos ist das Motiv des Wildmannes und der Wildheit sehr präsent, besonders in Bezug auf Namelos, der (vor allem anfangs) viele typische Wildmannmerkmale trägt. Typisch für einen Wildmann ist, dass er sehr kräftig und behaart ist. Er ist meist ungetauft und trägt keinen Namen. Wilde Leute können in der Regel nicht sprechen und leben im Wald. Auf Darstellungen sind sie leicht an der Keule zu erkennen, die als Zeichen ihrer Kraft gilt. Sie dienen als Gegenbild zum höfischen Ritter und werden vom christlichen Heilsplan ausgeschlossen.
Der Wildmann wird sowohl gefürchtet, wie auch beneidet. Durch seine Stellung in der Gesellschaft – respektive, dass er außerhalb der Gesellschaft steht – ist er dem (göttlichen) Gericht nicht unterworfen, weil er aus dem Heilsplan ausgeschlossen ist. Deshalb erkennt er seine Sünde nicht und muss sich nicht an die mâze halten. Einerseits ist der wilde Mann durch seine Erotik, seine Kraft und dadurch, dass er aus der Gesellschaft fällt, bedrohlich. Andererseits verkörpert er gerade das freie, ungebundene Leben, das von der höfischen Welt und später von Patriziern in einem Spielverhalten nachgeahmt wurde. Dass er sein (erotisches) Begehren frei ausleben kann, ist in den Augen der Zeitgenossen beneidenswert, darauf deuten auch die im 15. Jahrhundert aufkommenden Wildmannspiele. In der näheren räumlichen Umgebung der Fundorte von Valentin und Namenlos-Erzählungen, fand man viele Tragezeichen (eine Art Brosche mit dem Motiv des Wildmannes). Möglicherweise stammen die Wildmann-Tragezeichen von solchen Spielen und erinnern das freizügige Verhalten bei den Spielen. Die Wildmann-Tragezeichen fungierten eventuell als ein „sexuelles Versprechen“ an die Partnerin oder verweisen auf ein „außereheliches sexuelles Spiel“, welches „im 14. und 15. Jahrhundert nicht nur dem Adel vorbehalten war“.
Die Tragezeichen galten vielleicht auch als Amulette und sollten vor Unglück in der Liebe schützen. Es herrscht die Vorstellung, dass Aggression, Grausamkeit, Kraft usw. zum Abgrenzen des eigenen Territoriums dienten, vom Träger ablenkten und diesen so schützten und somit reichte ein Wildmannbild aus, um Glück zu bringen oder Böses abzuwehren.
Namelos trägt viele dieser Merkmale. So ist er beispielsweise stumm, stark behaart, trägt eine Keule als Waffe und ist im Wald aufgewachsen. Ebenso hat er für Valentin oft eine “glückbringende Wirkung”. Unter der Erziehung Valentins und im Lauf der Abenteuer verliert er viele Wildmannmerkmale und wird höfisch(er). Einige Merkmale bleiben aber bis zum Ende der Geschichte erhalten: Seine Keule und seine unbändige Kraft. Valentins Stärke rückt auch ihn in die Nähe des Wildmannmotivs.
Die literarische Darstellung des Namelos entspricht zudem auch der Rennewart-Figur aus den ‘Chanson de Geste’, insbesondere dem ‘Willehalm’ Wolfram von Eschenbachs.

### Gewalt
Im Werk ,Valentin und Namelos’ wird die Gewalt auf viele verschiedene Weisen dargestellt. Neben der Gewalttätigkeit, die den beiden Brüdern angetan wird, üben die verschiedenen Personen auf unterschiedliche Weise ihre Grausamkeiten aus. Namelos setzt seine Kraft maßlos ein: Er ist die Repräsentation des wilden Mannes, der seine Kraft mit den Fäusten ausübt. Valentin, der Ritter, besitzt ebenfalls eine unmenschliche Kraft, die er aber anhand der ritterlichen Sitten und seiner Vernunft kontrollieren kann. Er agiert beispielsweise nie auf eigene Faust, sondern nur mit Zustimmung seines Rats, wie es in feudalen Konstruktionen so üblich war. Ein weiteres Zeichen der sogenannten höfischen Gewalt ist die Benutzung von Schwert, Rüstung und Pferd.
Interessant ist die Wandlung des Namelos vom wilden Mann zum Ritter, denn diese geschieht nicht gewaltlos. Nachdem Valentin Namelos im Wald gefangen genommen hat, zähmt er diesen, indem er ihm eine Wunde in den Rücken schneidet und mit einer Rute hinein schlägt, bis der wilde Bruder sich ergibt: eine Methode, die üblicherweise bei Tanzbären angewandt wird. Dies soll die Sinne aus ihrer Leibgebundenheit lösen, denn die Gewalt, die durch eine höfische Hand ausgeübt wird, treibt das Wilde aus dem Körper heraus. Nun ist Namelos bereit, die weiteren Schritte in ein domestiziertes Leben anzutreten: zuerst wird er von Valentin gebadet und rasiert, danach gekleidet und schließlich wird ihm den Wert von Disziplin, Ehre und Sprache beigebracht. Um diesen ritterlichen Weg zu krönen, wird dem ehemaligen wilden Bruder eine Keule aus Metall geschenkt, die der ritterlichen Schwertleite entsprechen soll.
Nebst dem stereotypischen Bild des gewalttätigen Ritters, übt auch die Königin Phila physische Gewalt aus. Von Frauen ausgeübte physische Strafen (etwa dem hinterlistigen Bischof die Nase abzubeißen) kommen insbesondere in den französischen Chansons de Geste vor, wo Frauen teilweise wie Krieger handeln.

### Intertextualität
Eine These der Forschung lautet, dass die verschiedenen Episoden des Werkes Valentin und Namelos auf eine Bandbreite von damals zeitgenössisch bekannten Sagen, Gedichten und Volkssagen sowie deren Motive zurückgreift. Arthur Dickson sieht beispielsweise Parallelen zu den Erzählungen „Drei Vügelkens“ und den “Ergötzlichen Nächten” festzustellen. Ebenso wird aufgezeigt, dass standardisierte Motive, die heute der Märchengattung entsprechende Verwendung finden, so u. a. sprechende Tiere (Schlange), die böse Schwiegermutter, ausgesetzte Kinder und körperliche Erkennungsmerkmale, die auf gemeinsame Herkunft deuten.
Laut Jens Pfeiffer finden sich bekannte intertextuelle Verknüpfungen in der Form literarischer Vorbilder vor allem in der Darstellung der Retter der beiden Jungen nach ihrer Geburt. Er verweist bei der Kindheit Valentins auf die Parallelen zur Moses-Erzählung. Dieser wurde nach seiner Geburt ebenfalls auf dem Nil ausgesetzt, von einer Pharaonentochter gefunden und am ägyptischen Hof großgezogen. In vergleichbarer Weise geschieht es Valentin: Er wird ebenfalls in einem Gewässer von einer Königstochter entdeckt und wächst an einem königlichen Hof auf. Die Geschichte von Namelos hingegen sieht Pfeiffer angelehnt an die Erzählung von Romulus und Remus, welche zu dieser Zeit breit bekannt gewesen sein dürfte. Gleich wie bei Valentin und Namelos werden die Zwillinge nach der Geburt ebenfalls auf Gewässer ausgesetzt und anschließend von einem wilden Tier, einer Wölfin, großgezogen. Eine weitere Möglichkeit ist die Anlehnung an die ‘Thidrekssaga’, die das Motiv der Aussetzung auf Gewässer und der Rettung durch ein wildes Tier, in diesem Fall einer Hirschkuh, ebenfalls beinhaltet.